# Lobesia celeba
Lobesia celeba – gatunek motyli z rodziny trociniarkowatych i podrodziny Olethreutinae.
Gatunek ten opisany został po raz pierwszy w 2012 roku przez Józefa Razowskiego i Janusza Wojtusiaka na łamach „Acta Zoologica Cracoviensia”. Jako lokalizację typową wskazano Okomu Forest Reserve w nigeryjskim stanie Edo. Epitet gatunkowy oznacza po łacinie „kubkowata” i nawiązuje do kształtu sterygmy.
Motyl osiągający około 8 mm rozpiętości skrzydeł. Głowa jest kremowa z ciemniejszymi głaszczkami wargowymi. Tułów ma kolor kremowopomarańczowy. Skrzydło przednie jest słabo rozszerzone ku szczytowi, z nieco wypukłą krawędzią kostalną, szeroko zaokrąglonym wierzchołkiem oraz nieukośnym, lekko wypukłym brzegiem zewnętrznym. Ubarwienie ma pomarańczowe z brązowymi przyciemnieniami, kreskowaniem i nakrapianiem, smukłą, brązowawoszarą przepaską środkową oraz metalicznymi znakami w części subterminalnej. Tylne skrzydło jest brązowe z jaśniejszą nasadą. Strzępiny skrzydeł przednich są kremowe z brązową linią nasadową, tylnych zaś brązowawobiałe. Genitalia samicy mają przewód nasienny biorący początek w proksymalnej części długiego, cienkiego i u wlotu torebki kopulacyjnej zesklerotyzowanego przewodu torebki, a samą torebkę pozbawioną znamienia. Sterygma jest szeroka, delikatnie pomarszczona, na przedzie i w tyle wyraźnie wycięta.
Gatunek afrotropikalny, znany tylko z Nigerii.